# Essence (groupe)
Essence est un groupe danois de thrash metal originaire de Aalborg.

## Historique
Essence a été créé en 2005 par Lasse Skov (guitare et chant), Mark Drastrup (guitare), Tobias Nefer (basse) et Martin Haumann (batterie).

## Discographie
- 2007: Art in Imperfection (EP)
- 2011: Lost in Violence
- 2013: Last Night of Solace
- 2015 : Prime[1],[2]